# Mitropapokal 1939
Der Mitropapokal 1939 war die 13. Auflage des internationalen Cupwettbewerbs und stand bereits im Schatten des drohenden Zweiten Weltkrieges. Wie im Vorjahr fand der Wettbewerb ohne österreichische Beteiligung statt. Aus den beteiligten Ländern Ungarn, dem seit März von Deutschland besetzten Protektorat Böhmen und Mähren, Italien, Jugoslawien und Rumänien nahmen jeweils nur noch die Hälfte an Mannschaften gegenüber dem Vorjahr teil, sodass mit dem Viertelfinale begonnen wurde. Es handelte sich wie in den Jahren zuvor zumeist um die Meister, Vizemeister und Cupsieger der jeweiligen Länder. Die Teilnehmer spielten im reinen Pokalmodus mit Hin- und Rückspielen im wichtigsten kontinentalen Fußballwettbewerb in der Zeit vor dem Zweiten Weltkrieg.
Überraschend schied der Titelverteidiger SK Slavia Prag bereits im Viertelfinale gegen den jugoslawischen Vertreter BSK Belgrad aus. Ferencváros Budapest erreichte zum dritten Mal in Folge das Finale, in dem sich nach 1931 zum zweiten Mal in der Geschichte des Wettbewerbs zwei Vereine aus einem Land gegenüberstanden, unterlag aber erneut, diesmal Újpest FC, das seinen zweiten Titel gewann. Damit ging zum vierten Mal in der Geschichte des Wettbewerbs der Titel an einen ungarischen Verein. Torschützenkönig wurde Gyula Zsengellér vom Mitropacup-Sieger Újpest FC mit neun Treffern.

## Viertelfinale
Die Hinspiele fanden am 17., 18. und 25. Juni, die Rückspiele am 1. Juli, 25. Juni und 3. Juli 1939 statt.
|                             | Gesamt |             | Hinspiel | Rückspiel |
| --------------------------- | ------ | ----------- | -------- | --------- |
| Ferencváros Budapest        | 4:3    | Sparta Prag | 2:3      | 2:0       |
| AS Ambrosiana Inter Mailand | 3:4    | Újpest FC   | 2:1      | 1:3       |
| ASC Venus Bukarest          | 1:5    | AGC Bologna | 1:0      | 0:5       |
| Beogradski SK               | 4:2    | Slavia Prag | 3:0      | 1:2       |

## Halbfinale
Die Hinspiele fanden am 9., die Rückspiele am 15. und 16. Juli 1939 statt.
|               | Gesamt |                      | Hinspiel | Rückspiel |
| ------------- | ------ | -------------------- | -------- | --------- |
| Beogradski SK | 5:9    | Újpest FC            | 4:2      | 1:7       |
| AGC Bologna   | 4:5    | Ferencváros Budapest | 3:1      | 1:4       |

## Finale

### Hinspiel
| Ferencváros Budapest                                            | Ferencváros Budapest | Újpest FC | Újpest FC |
| --------------------------------------------------------------- | --- | --- | --------- |
| Ferencváros Budapest                                            | \| 23. Juli 1939 in Budapest (Üllői út) \| \| Ergebnis: 1:4 (0:2) \| \| Zuschauer: 12.000 \| \| Schiedsrichter: Augustin Krist ( Protektorat Böhmen und Mähren) \|                         | \| 23. Juli 1939 in Budapest (Üllői út) \| \| Ergebnis: 1:4 (0:2) \| \| Zuschauer: 12.000 \| \| Schiedsrichter: Augustin Krist ( Protektorat Böhmen und Mähren) \|                       | Újpest FC |
| Ferencváros Budapest                                            | József Háda – Sándor Tátrai, Kornél Szoyka – István Béla Magda, Béla Sárosi, Gyula Lázár – Mihai Tänzer, Gyula Kiss, György Sárosi , Géza Toldi, László Gyetvai Cheftrainer: György Hlavay | Ferenc Sziklai – Gyula Futó , Jenő Fekete – Antal Szalay, György Szűcs, István Balogh – Sándor Ádám, Jenő Vincze, Gyula Zsengellér Lipót Kállai, Gejza Kocsis Cheftrainer: Béla Guttmann | Újpest FC |
| Ferencváros Budapest                                            | 1:3 Sárosi (73.) | 0:1 Zsengeller (9.) 0:2 Kocsis (10.) 0:3 Kocsis (53.) 1:4 Zsengeller (74.) | Újpest FC |
| 23. Juli 1939 in Budapest (Üllői út)                            | | |           |
| Ergebnis: 1:4 (0:2)                                             | | |           |
| Zuschauer: 12.000                                               | | |           |
| Schiedsrichter: Augustin Krist ( Protektorat Böhmen und Mähren) | | |           |

### Rückspiel
| Újpest FC                                              | Újpest FC | Ferencváros Budapest | Ferencváros Budapest |
| ------------------------------------------------------ | --- | --- | -------------------- |
| Újpest FC                                              | \| 30. Juli 1939 in Budapest (Megyeri út) \| \| Ergebnis: 2:2 (0:2) \| \| Zuschauer: 15.000 \| \| Schiedsrichter: Generoso Dattilo ( Königreich Italien) \|                              | \| 30. Juli 1939 in Budapest (Megyeri út) \| \| Ergebnis: 2:2 (0:2) \| \| Zuschauer: 15.000 \| \| Schiedsrichter: Generoso Dattilo ( Königreich Italien) \|                                  | Ferencváros Budapest |
| Újpest FC                                              | Ferenc Sziklai – Gyula Futó , Jenő Fekete – Antal Szalay, György Szűcs, István Balogh – Sándor Ádám, Jenő Vincze, Gyula Zsengellér Lipót Kállai, Gejza Kocsis Cheftrainer: Béla Guttmann | József Pálinkás – Sándor Tátrai, Kornél Szoyka – Gyula Polgár, Béla Sárosi, Gyula Lázár – Mihály Bíró, György Sárosi , Géza Toldi, István Kiszely, László Gyetvai Cheftrainer: György Hlavay | Ferencváros Budapest |
| Újpest FC                                              | 1:2 Adam (54.) 2:2 Balogh (82.) | 0:1 Kiszely (15., Elfm.) 0:2 Kiszely (29.) | Ferencváros Budapest |
| 30. Juli 1939 in Budapest (Megyeri út)                 | | |                      |
| Ergebnis: 2:2 (0:2)                                    | | |                      |
| Zuschauer: 15.000                                      | | |                      |
| Schiedsrichter: Generoso Dattilo ( Königreich Italien) | | |                      |

## Beste Torschützen
| Rang | Spieler          | Klub                 | Tore |
| ---- | ---------------- | -------------------- | ---- |
| 1    | Gyula Zsengellér | Újpest FC            | 9    |
| 2    | István Kiszely   | Ferencváros Budapest | 5    |
| 3    | Ettore Puricelli | AGC Bologna          | 4    |
|      | Géza Toldi       | Ferencváros Budapest | 4    |
|      | Gejza Kocsis     | Újpest FC            | 4    |
| 6    | Vojin Božević    | Beogradski SK        | 3    |
|      | Jenő Vincze      | Újpest FC            | 3    |